# 郡司隆男
郡司 隆男（ぐんじ たかお、1951年9月29日 - ）は、日本の言語学者。大阪大学教授を経て、神戸松蔭女子学院大学教授。

## 経歴
1951年、東京都生まれ。東京大学理学部物理学科卒業（1974年）、同大学院理学系研究科修士課程修了（1976年）。オハイオ州立大学大学院計算機情報科学博士課程修了（理学博士）。同大学院言語学修士課程修了。
帰国後に大阪大学大学院言語文化研究科助教授となり、後に教授。国際日本文化研究センター客員教授を経て、1999年より神戸松蔭女子学院大学教授。 2000～2006年、同文学研究科研究科長、2008～16年には学長を務めた。日本言語学会、日本認知科学会、言語処理学会、国語学会、アメリカ言語学会などの会員でもある。

## 研究内容・業績
- 専攻分野は、理論言語学、計算言語学。
- 岩波講座『言語の科学（全11巻）』の編集委員を務めた。

## 著書
- 『自然言語の文法理論』産業図書 1987
- 『言語科学への招待』丸善 1988
- 『自然言語』日本評論社(情報数学セミナー)1994
- 『単語と文の構造』岩波書店 2002

### 編著・共著
- 『制約に基づく日本語の構造の研究』国際日本文化研究センター(日文研叢書)1996
- 『言語学の方法』坂本勉共著 岩波書店 1999
- 『ことばの科学ハンドブック』西垣内泰介共編著 研究社 2004

### 翻訳
- ピーター・セルズ『現代の文法理論 GB理論・GPSG・LFG入門』産業図書 1988
- ノーム・チョムスキー『言語と知識 マナグア講義録(言語学編)』田窪行則共訳 産業図書 1989
- カール・ポラード,アイバン・A.サグ『制約にもとづく統語論と意味論 HPSG入門』産業図書 1994
- アイバン・A.サグ,トーマス・ワソー『統語論入門 形式的アプローチ』原田康也訳 岩波書店 2001
- マーク・C.ベイカー『言語のレシピ 多様性にひそむ普遍性をもとめて』岩波書店 2003　のち岩波現代文庫
- レイ・ジャッケンドフ『言語の基盤 脳・意味・文法・進化』岩波書店 2006